# Lepturges laeteguttatus
Lepturges laeteguttatus är en skalbaggsart som beskrevs av Bates 1885. Lepturges laeteguttatus ingår i släktet Lepturges och familjen långhorningar.
Artens utbredningsområde är Panama. Inga underarter finns listade i Catalogue of Life.